# さるくシティ4○3

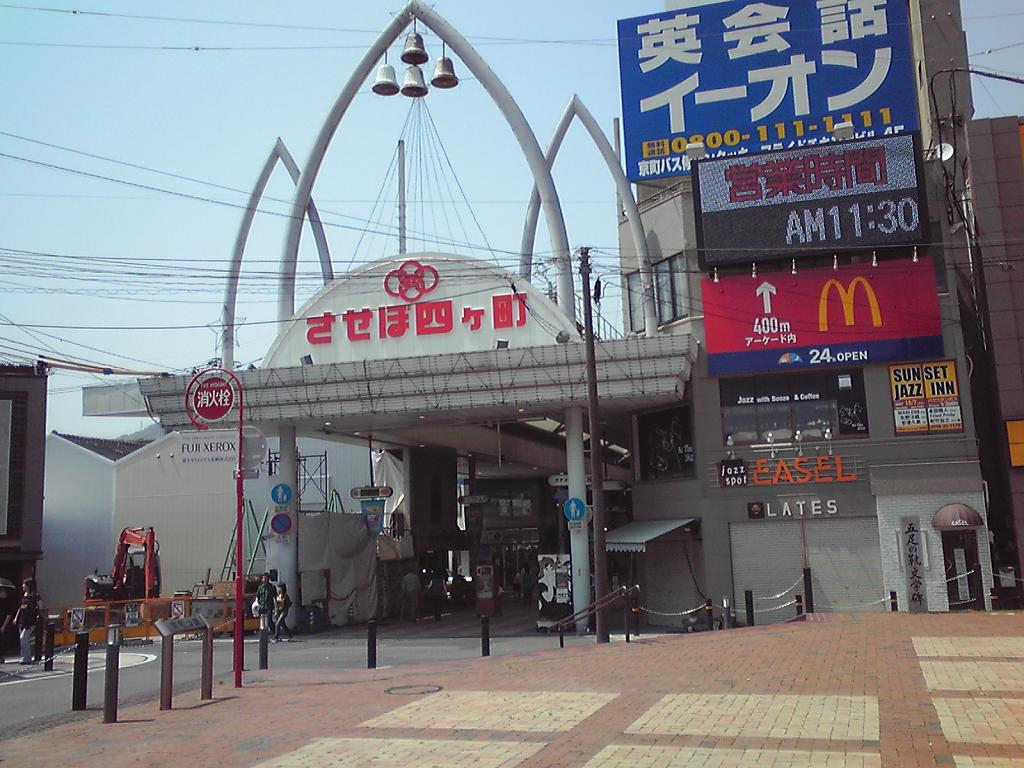
四ヶ町側（佐世保駅側）の出入口

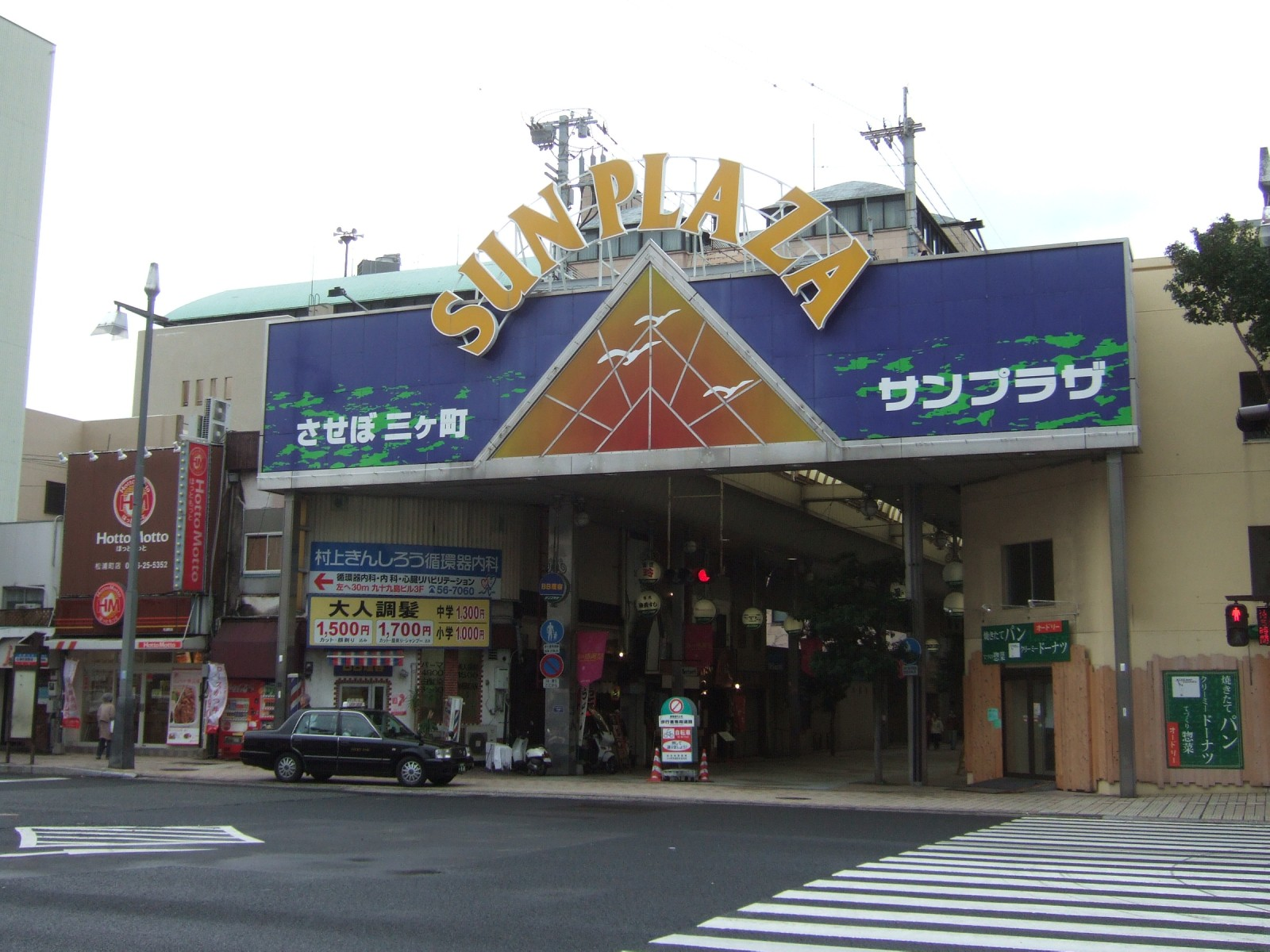
三ヶ町側（国際通り側）の出入口

さるくシティ4○3（さるくシティよんまるさん）は、長崎県佐世保市にある、直線距離日本一のアーケード街で、四ヶ町商店街・佐世保玉屋・三ヶ町商店街の総称である。

## 概要
四ヶ町商店街・佐世保玉屋・三ヶ町商店街が一体となって、1997年（平成9年）10月9日に開設された。
この開設時には、約968メートルの商店街全体を通り抜ける形でテープカットを行い、全国紙やテレビの全国放送でも取り上げられるなど話題を呼んだ。
佐世保市の中心部にある通りの幅は約11メートルで、全長は約968メートルあり、約250店が出店している。
（国道35号に並行して北西から南東にのびている。）
名称は「散歩する」や「歩き回る」といった意味の佐世保の方言（佐世保弁）「さるく」に、「4」は四ヶ町商店街、「○」は佐世保玉屋、「3」は三ヶ町商店街を合わせたものである。
なお、このうち玉屋を表す「○」は「玉屋」の「玉」と同社の社長の名字「田中丸」の「丸」を掛け合わせたものとなっている。
当商店街から約7キロメートル離れた郊外に、当時西九州で最大とされた80店の専門店が出店する「ジャスコシティ大塔（現・イオン大塔ショッピングセンター）」開業することへの対抗策として開設された。
そのため、同店が開業した1997年（平成9年）10月9日と同日に開設している。
この開設時には資金面の問題からアーケードの刷新などの大規模な投資は行わず、フラッグの統一のみにとどめて経費を抑制し、全国ニュースとなった開業式の費用は約3万円で済ませるなど、資金よりもアイデアで勝負している。
この発想の根底にあるのは、全国に展開する大手の郊外型ショッピングセンターに物量などの経済面だけで対抗するのではなく、「社会的役割」や「文化的役割」を重視して人の集まる賑わいを生み出すことで、対処しようというものであった。
そのため、商店街関係者だけでなく市民を交えた会議でイベントのアイデアを出し合って実現させるなど、企画段階から市民を巻き込む形で様々なイベントを1年を通じて展開している。
その主なものとしては、1997年（平成9年）から始まったYOSAKOIさせぼ祭りやきらきらフェスティバル、春に開かれる市民絵画展などがある。
「きらきらフェスティバル」では、当商店街全長約1キロメートルの屋根が連続しているという特徴を生かし、世界一長いパーティーを開催してギネスブックへの掲載を狙うなど、街の特徴を活用する工夫を凝らしている。
また、夏の七夕祭りの様な伝統的な祭り、毎年1月2日に夜明け前から開かれる佐世保初売りや11月23日の感謝祭などの売り出しのイベントなども開催されている。
こうしたイベントによる集客で賑わいを生み出す戦略が展開されたことで、「人口規模で日本一元気」と称される商店街となっており、平日を含めて賑わいを維持している。
しかし、そうした賑わいを維持する施策が好循環を保っているにもかかわらず、長崎商工会議所が毎年行っている調査で休日の通行量が約4万6000人とピーク時の40 %以下に落ち込んでいる。
また、若者等の間では「買い物する店がない」として約10 %が福岡市まで服飾関係の商品を買い物に行く状況にあり、佐世保市民全体でも地元で買い物をする割合が約75.4 %まで落ち込んでおり、かつては市外からも買い物客を集めていた集客力が低下しているとの指摘がなされていた。
さらに、させぼ五番街が2013年（平成25年）11月29日に開業したが、当商店街から約500メートル離れており、買い物客が楽に歩いて行き来できる距離とはいえない場所に立地しているため、当商店街との回遊性が低いことが明らかになっている。
そのことは、2014年（平成26年）1月30日から2月2日にかけて行われた来店客へのアンケート調査で、させぼ五番街の来店客のうち約40.3 %が商店街などの他の施設に立ち寄らず、四ケ町商店街の来店客のうち約51.3 %は他の施設に立ち寄らないうえ、立ち寄る客の中でもさせぼ五番街へ割合は約20 %で全体の約10 %に留まるなど、当施設と商店街との間の来店客の回遊性が低くなっているで明らかである。
また、させぼ五番街の開業直後の約1か月間では同施設周辺の渋滞を避けて当商店街周辺の駐車場を利用する来店客もあったことなどから来街者数はあまり変化しなかったにもかかわらず、売上が減少するなどの影響を受けている。
なお、両商店街は四ケ町商店街協同組合と三ケ町商店街振興組合を各々組織しており、四ヶ町商店街の「GC（護衛艦カレー）1グランプリ」のように独自のイベントなども行われている。
また、「三ヶ町（）」・「四ヶ町（）」との名称が使われることが一般的で、「アーケード」という呼称も使われるなど、「さるくシティ4○3」という名称が使われない場合が多い。

## 前史
戦前からの本通り沿いに三ヶ町商店街と四ヶ町商店街がそれぞれ発展し、1960年代から70年代にかけて相次いでアーケードを架設し歩行者専用道路化したが、中間の佐世保玉屋から島瀬公園前にかけてはアーケードが途切れた状態となっていた。
両商店街間のアーケードが接続されて現在の形になったのは1985年（昭和60年）である。

## 各種データ
- 延長：約968メートル[3]
- 商店数：約250店[2]
- 1日の通行量（休日）：2万8440人（親和銀行本店（現・十八親和銀行佐世保本店営業部〉前） - 佐世保商工会議所調べ（2003年（平成15年））

## アクセス
- JR佐世保線 佐世保駅から四ヶ町の入口まで徒歩で約5分。
- 松浦鉄道西九州線 佐世保中央駅から徒歩で約1分。四ヶ町にあるイオン佐世保ショッピングセンターの営業時間中は同店からの連絡通路がある。
- 西肥バス（させぼバスも含む）は、「京町」バス停・「島瀬町」バス停・「松浦町中央公園口」バス停・「松浦町国際通り」バス停下車。